# Бад-Закса
Бад-Закса (нем. Bad Sachsa) — город в Германии, курорт, расположен в земле Нижняя Саксония.
Входит в состав района Остероде.  Население составляет 7679 человек (на 31 декабря 2010 года). Занимает площадь 33,13 км². Официальный код  —  03 1 56 003.
| Год  | Население |
| ---- | --------- |
| 1990 | 8277      |
| 1995 | 8823      |
| 2000 | 8651      |
| 2005 | 8221      |
| 2010 | 7745      |